# Katsukawa Shunchō
Katsukawa Shunchō est un nom japonais traditionnel ; le nom de famille (ou le nom d'école), Katsukawa, précède donc le prénom (ou le nom d'artiste).
Katsukawa Shunchō (actif de 1770 à la fin du XVIIIe siècle) est un artiste japonais d'estampes ukiyo-e de la fin du XVIIIe siècle. Il est l'élève de Katsukawa Shunshō.
Son style rappelle beaucoup celui de Kiyonaga, au point d'en être parfois difficilement discernable. 

## Place dans l’ukiyo-e
Shunchō est considéré comme le plus important disciple de Kiyonaga, bien qu'il n'ait pas été son élève. À la différence de celui-ci — artiste de tout premier plan que certains placent au point culminant de l’ukiyo-e — Shunchō n'est pas un innovateur ; cependant, certaines de ses œuvres égalent celles de Kiyonaga, en particulier par une harmonie des couleurs presque unique dans l’ukiyo-e. 

## Style
Portraitiste inspiré de bijin, Shunchō est surtout connu pour ses estampes. Il est cependant par ailleurs l'auteur d'une vingtaine de peintures. À la différence de son maître Shunshō, il ne produisit aucune estampe d'acteur de kabuki. 
Le style de Shunchō a été très influencé par celui de Kiyonaga, en particulier dans ses premières œuvres, pendant toute l'ère Tenmei (1781-1789) ; à partir de ses œuvres de l'ère Kansei (1789-1801), il s'en éloigne un peu, comme le montre l'allongement des silhouettes féminines.
Par ailleurs, plus encore peut-être que Kiyonaga, il affectionne les diptyques et les triptyques, qui lui permettent de larges compositions.